# Zeichen (Fernsehserie)
Zeichen (Originaltitel: Znaki) ist eine polnische Krimiserie mit, die erstmals am 10. Oktober 2018 auf dem Sender AXN ausgestrahlt wurde. International wurde die Serie unter anderem über Netflix veröffentlicht.

## Inhalt
Die Handlung spielt in der fiktiven Kleinstadt Sowie Doły im polnischen Eulengebirge. Nachdem eine junge Frau ermordet aufgefunden wird, übernimmt Kommissar Michał Trela, der neu in die Stadt gezogen ist, die Ermittlungen. Im Verlauf der Untersuchungen stößt er auf Parallelen zu einem ungelösten Mordfall an einer Studentin, der sich Jahre zuvor ereignet hat. Trela muss sich nicht nur mit den Geheimnissen der Stadtbewohner auseinandersetzen, sondern auch mit seiner eigenen Vergangenheit.

## Produktion
Die Serie wurde von der Produktionsfirma ATM Grupa in Zusammenarbeit mit AXN Central Europe und Telewizja Polsat produziert. In der Hauptrolle spielen Andrzej Konopka, Helena Sujecka und Michał Czernecki. Zeichen wurde zwischen dem 10. Oktober 2018 und dem 26. Mai 2020 auf AXN ausgestrahlt. Die Serie ist international über Netflix verfügbar.